# Proximaal (geologie)
Proximaal is de relatieve positie nabij het begin van een afzetting. Het tegenovergestelde van proximaal is distaal, op enige afstand. Het zijn relatieve begrippen die in verschillende context gebruikt worden.
In de subdiscipline sedimentologie worden de termen veel gebruikt waar het gaat om het uitsorteren van sediment door stromend water (ten gevolge van stroomsnelheidsveranderingen en abrasie van sediment). Maar ook in andere subdisciplines worden de termen gebruikt.
Proximaal afgezette sedimenten zijn veelal grover dan distaal afgezet sediment. Ook zijn er verschillen in mineralogische samenstelling (vuilheid) tussen proximaal en distale afzettingsproducten. Het aandeel organisch materiaal (denk aan veen, steenkool) neemt doorgaans toe naarmate het afzettingsmilieu distaler wordt.

## Gebruiksvoorbeelden
Sedimentologie
- Langs de loop van een grote rivier van een gebergte (het brongebied of achterland voor sedimenten) tot aan haar monding. Hoe riviergeul en rivierdal eruitzien, en welke afzettingen zij produceert, verschilt langs de rivier. De afzettingsmilieus kunnen gerangschikt worden van proximaal (dicht bij het achterland) tot distaal (ver van het achterland verwijderd).
- Dwars op de loop van een riviergeul vindt bij overstroming ook uitsortering plaats. Langs meanderende rivieren in rivierdalen en delta's zorgt dit proximaal voor de vorming van oeverwallen als een mix van zand, silt en klei en distaal voor het bezinken van klei en de vorming van veen.